# 肌肉科技
肌肉科技（英語：MuscleTech）是一个补剂品牌。该公司原为加拿大 Kerr Holdings 公司所有，2016年被中国西王食品公司以 5.84 亿美元收购。 

## 历史
1998 年，肌肉科技推出了Cell-Tech，一种肌酸-碳水化合物-α 硫辛酸补充剂。 
2016 年 6 月，肌肉科技母公司Iovate被竞争对手 Hi-Tech Pharmaceuticals 起诉，指控其欺诈、腐败以及蛋白质掺假的行为。 
2019 年4 月，肌肉科技与Tough Mudder进行合作。  2019 年 9 月，一名消费者起诉肌肉科技，声称肌肉科技补给产品(Platinum 100% BCAA 8:1:1) 降低了肌肉蛋白质的合成。 
2020 年 5 月，一款美国制造的 MuscleTech 产品与西班牙的一起死亡事件有关。 